# Suzanne S. Schüttemeyer
Suzanne S. Schüttemeyer (* 1. Oktober 1953 in Hamburg) ist eine deutsche Politikwissenschaftlerin und Hochschullehrerin. 

## Leben
Suzanne S. Schüttemeyer besuchte das Atlantic College im Vereinigten Königreich. Danach studierte sie Rechts- und Politikwissenschaft an der Universität Hamburg (Diplom-Politologin). Sie wurde 1984 an der Hochschule Lüneburg zum Dr. rer. pol. promoviert. Schüttemeyer war Stipendiatin der Studienstiftung des deutschen Volkes. 
Schüttemeyer war seit 1985 Redaktionsmitglied der Zeitschrift für Parlamentsfragen (ZParl) und übernahm 2003 von Uwe Thaysen die Chefredaktion. Jährlich editiert sie damit etwa 900 Seiten wissenschaftliche Aufsätze. Außerdem ist sie die Gründungsdirektorin des am 1. April 2016 in Halle gegründeten Instituts für Parlamentarismusforschung (IParl).
Es folgte 1997 die Habilitation an der Universität Lüneburg und die Privatdozentur sowie 1998 die Vertretung der Professur „Regierungssystem der Bundesrepublik Deutschland“ an der Universität Potsdam. 2001 wurde sie Professorin für Regierungslehre und Policyforschung an der Universität Halle-Wittenberg. Sie bekleidete den Steven Muller Chair in German Studies am Bologna Center der Paul H. Nitze School of Advanced International Studies der Johns Hopkins University. Zum 30. September 2018 wurde Schüttemeyer an emeritiert und 2019 mit einer Abschiedsvorlesung verabschiedet.
Von 2006 bis 2009 war sie Vorsitzende der Deutschen Vereinigung für Politische Wissenschaft (DVPW). Sie ist Vizepräsidentin des European Political Science Networks und Vorsitzende der European Confederation of Political Science Associations. Darüber hinaus tritt sie als wissenschaftliche Beraterin und Mitglied von Beiräten in Erscheinung.
Bis 2018 war sie Dekanin der Philosophischen Fakultät I der Martin-Luther-Universität Halle-Wittenberg. Das Berufungsverfahren zu ihrer Nachfolge auf dem Lehrstuhl Regierungslehre und Policyforschung, bei dem ihr akademischer Schüler berufen werden sollte, zog eine kontroverse Debatte nach sich.

## Auszeichnungen
- 1999: Wissenschaftspreis des Deutschen Bundestages

## Schriften (Auswahl)
Monografien
- Bundestag und Bürger im Spiegel der Demoskopie. Eine Sekundäranalyse zur Parlamentarismusperzeption in der Bundesrepublik (= Beiträge zur sozialwissenschaftlichen Forschung. Band 87). Westdeutscher Verlag, Opladen 1986, ISBN 3-531-11813-7.
- Fraktionen im Deutschen Bundestag 1949–1997. Empirische Befunde und theoretische Folgerungen. Westdeutscher Verlag, Opladen u. a. 1998, ISBN 3-531-13046-3.

Herausgeberschaften
- Politik im Klimawandel. Keine Macht für gerechte Lösungen? Nomos, Baden-Baden 2011, ISBN 978-3-8329-4732-3.
- Mit Edzard Schmidt-Jortzig: Der Wert der parlamentarischen Repräsentation. Entwicklungslinien und Perspektiven der Abgeordnetenentschädigung (= Studien zum Parlamentarismus. Band 21). Nomos, Baden-Baden 2014, ISBN 978-3-8487-0885-7.